# Qūrī Darreh
Qūrī Darreh (persiska: قوری درّه) är en ort i Iran.   Den ligger i provinsen Nordkhorasan, i den norra delen av landet, 500 km nordost om huvudstaden Teheran. Qūrī Darreh ligger 889 meter över havet och antalet invånare är 268.
Terrängen runt Qūrī Darreh är kuperad åt nordost, men åt sydväst är den platt. Qūrī Darreh ligger nere i en dal. Runt Qūrī Darreh är det ganska glesbefolkat, med 27 invånare per kvadratkilometer. Närmaste större samhälle är Karkūlī, 11,2 km sydväst om Qūrī Darreh. Trakten runt Qūrī Darreh består i huvudsak av gräsmarker.